# Carmína
Carmína je český dětský pěvecký sbor, pocházející z Českých Budějovic. Sdružuje děti ze základních, středních a vysokých škol z Českých Budějovic a okolí ve věku od 4 do 24 let. Má 7 oddělení, ve kterých zpívá více než 250 dětí. Působí pod hlavičkou Základní a mateřské školy J. Š. Baara.

## Úspěchy souboru
K největším úspěchům souboru patří ocenění Grand Prix z VII. Mezinárodní online umělecké soutěže „Start“ 2020 v St. Petersburgu, Grand Prix ze III. Mezinárodní soutěže talentů 2019 v Berlíně, Grand Prix z XIV. Mezinárodního festivalu hudby a umění 2019 v Paříži, 1. místo z XVII. Mezinárodního mládežnického festivalu umělecké tvořivosti “Země je náš společný domov” 2019 v Jekatěrinburgu, Laureát Grand Prix X. ročníku mezinárodní soutěže a festivalu umělecké kreativity 2018 v Estonsku, Švédsku, Finsku, Grand Prix z Mezinárodního soutěžního festivalu Queen Choral Festival 2014 v Itálii a Grand Prix z  I. Mezinárodní soutěže “TOKYO STARS” 2021, speciální cena “For the best Teacher” a  blahopřejný list za vysokou profesionální úroveň Jitce Šimkové, speciální cena “For the best Accompanist”  a blahopřejný list za vysokou profesionální úroveň Sergey Perepeliatnykovi.
Soubor spolupracuje se statutárním městem České Budějovice, Jihočeským krajem, Jihočeským muzeem, Jihočeskou filharmonií, Jihočeskou televizí. Soubor vystoupil s osobnostmi vážné i populární scény, jako je Jaroslav Svěcený, Pavel Šporcl, Helena Vondráčková, Petr Kolář či Vladimír Hron. Sbor pracuje pod vedením sbormistryně Jitky Šimkové, na klavír soubor doprovází koncertní klavírista Sergey Perepeliatnyk.